# 항공기 스포팅

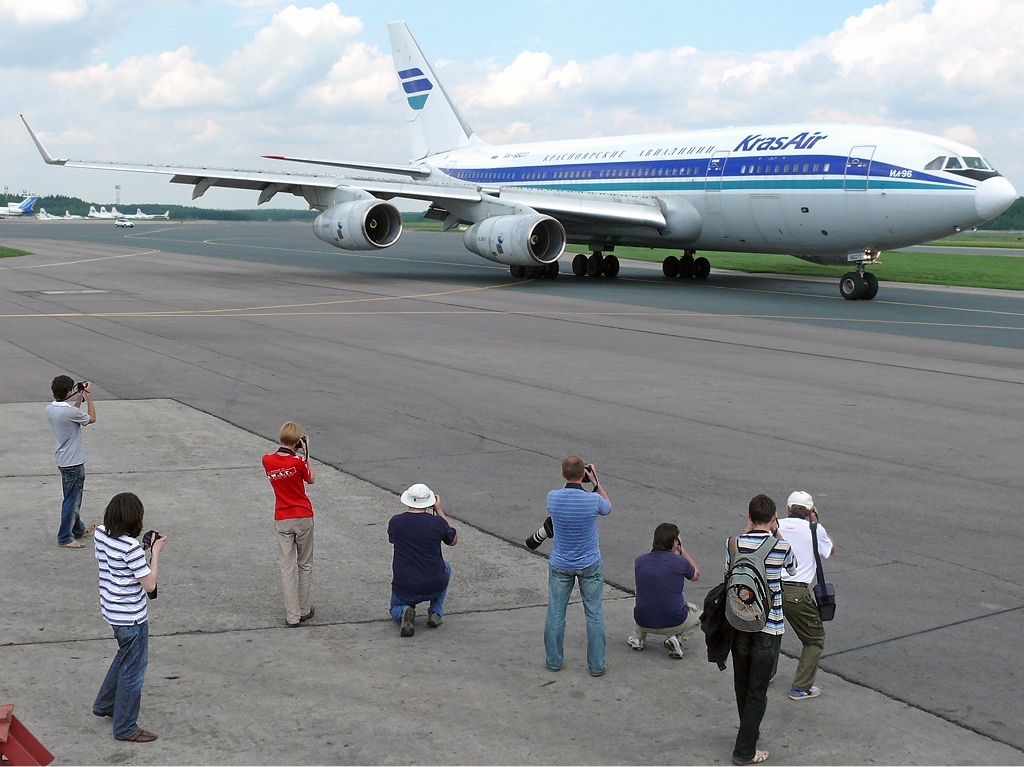
모스크바 도모데도보 공항에서 크라스노야르스크 항공 일류신 Il-96-300을 촬영하고 있는 모습

항공기 스포팅(aircraft spotting) 또는 플레인스포팅(planespotting)은 항공기의 움직임을 추적하는 취미로, 일반적으로 사진이나 비디오 촬영을 통해 수행된다. 항공기 모니터링 외에도 플레인스포팅 애호가(보통 플레인스포터라고 함)는 공항, 항공 교통 관제 통신, 항공 노선 등에 관한 정보를 기록한다.

## 역사와 진화
항공 애호가들은 항공이 시작된 이래로 비행기와 기타 항공기를 관찰해 왔다. 그러나 취미(현역/전시 작업과 구별됨)로서 비행기 정찰은 20세기 후반까지 나타나지 않았다.
제2차 세계 대전과 그에 따른 냉전 기간 동안 일부 국가에서는 공공 안보를 이유로 시민들이 "관찰대" 또는 이와 유사한 공공 기관의 "플레인스포터"(planespotter)가 될 것을 권장했다. 영국에는 1925년에서 1995년 사이에 활동한 왕립 관찰자 군단(Royal Observer Corps)이 있었다. 에어플레인 스포터(The Airplane Spotter)라는 저널이 1940년 1월에 출판되었다. 이 출판물에는 2010년에 개선되어 온라인에 출판된 용어집이 포함되어 있었다.
기술과 글로벌 자원의 발전은 비행기 정찰의 혁명을 가능하게 했다. 포인트 앤 슛 카메라, DSLR, 워키토키는 취미를 크게 변화시켰다. 인터넷의 도움으로 플라이트어웨어(FlightAware) 및 플라이트레이더24(Flightradar24)와 같은 웹사이트를 통해 관측자는 전 세계의 특정 항공기를 추적하고 찾을 수 있게 되었다. Airliners.net과 같은 항공기 전용 웹사이트와 X, 페이스북, 인스타그램과 같은 소셜 네트워킹 서비스를 통해 관측자는 자신의 목격 내용을 기록하고 사진을 업로드하거나 전 세계의 다른 사람들이 발견한 항공기 사진을 볼 수 있다.

## 같이 보기
- 버스 스포팅
- 철도 스포팅